# Оралки
Оралки — деревня в Пермском крае России. Входит в Чайковский городской округ.

## Географическое положение
Деревня расположена в восточной части Чайковского городского округа на расстоянии примерно 8 километров на юг от села Фоки.

## История
Возникла деревня предположительно в начале 1820-х годов. В 1834 году отмечено 2 двора, в 1869 34 хозяйства. В 1924 году 23 двора. С 1966 года признана неперспективной. 
С 2004 по 2018 гг. деревня входила в Фокинское сельское поселение Чайковского муниципального района.

## Население
| 2007 | 2010 |
| ---- | ---- |
| 22   | ↗27  |

Постоянное население в 2002 году 15 человека (93 % русские), в 2010 27 человек.

## Климат
Климат континентальный, с холодной продолжительной зимой и теплым коротким летом. Средняя годовая температура воздуха составляет 1,8о. Самым теплым месяцем является июль (18,2о), самым холодным — январь (-14,7о), абсолютный максимум достигает 38о, абсолютный минимум −49о. Снежный покров устанавливается в первой декаде ноября, максимальной высоты 44-45 см достигает во второй — третьей декадах марта и полностью оттаивает к концу апреля. Последние весенние заморозки приходятся в среднем на 22 мая, а первые осенние — на 19 сентября. Продолжительность безморозного периода составляет 119 дней..